# El Riberal de Faitús
El Riberal de Faitús és una caseria del veïnat de Faitús al municipi de Llanars a ambdós marges de la Ribera de Faitús El 2017 tenia 20 habitants. S'hi troba una petita central hidroelèctrica i el cimentiri municipal.